# Побочиевка
Побочиевка (укр. Побочіївка) — село в Прилуксом районе Черниговской области Украины на реке Лысогор. Население 328 человек. Занимает площадь 13,685 км².
Код КОАТУУ: 7425182507. Почтовый индекс: 17300. Телефонный код: +380 4639.

## Власть
Орган местного самоуправления — Сребнянская поселковая община. Почтовый адрес: 17300, Черниговская обл., Прилукский р-н, п. Сребное, ул. Мира, 43а.